# Colona blancoi
Colona blancoi là một loài thực vật có hoa trong họ Cẩm quỳ. Loài này được (Rolfe) Merr. mô tả khoa học đầu tiên năm 1903.